# Dolichopeza marlieri
Dolichopeza marlieri är en tvåvingeart som beskrevs av Alexander 1956. Dolichopeza marlieri ingår i släktet Dolichopeza och familjen storharkrankar. Inga underarter finns listade i Catalogue of Life.